# Eric De Baets
Pour les articles homonymes, voir Debaets.
Eric De Baets, né le 21 septembre 1956, est un footballeur belge, qui évoluait au poste de milieu de terrain. Formé au FC Bruges, il ne joue qu'un match avec l'équipe première du club. Il quitte alors le club et rejoint Eeklo, dans les divisions inférieures, où il joue jusqu'en 1985. Il arrête alors sa carrière de joueur.

## Carrière
Eric De Baets est formé dans les équipes d'âge du FC Bruges. En mars 1978, il joue dix minutes lors d'un match de championnat face au Lierse. L'équipe est championne de Belgique en fin de saison, et il quitte le club pour obtenir plus de temps de jeu ailleurs. Il est transféré au KFC Eeklo, en Promotion, durant l'été 1978. Il y reste jusqu'en 1985, et un titre remporté dans sa série. Le club peut ainsi monter en Division 3, mais Eric De Baets décide alors d'arrêter le football.

### Palmarès
- 1 fois champion de Belgique en 1978 avec le FC Bruges.
- 1  fois champion de Belgique de Promotion en 1985 avec le KFC Eeklo.